# Ahmet Hadžipašić
Ahmet Hadžipašić (Cazin, 1 de junio de 1952 – Zenica, 23 de julio de 2008) fue un político bosnio, primer ministro de la Federación de Bosnia y Herzegovina de 2003 a 2007. Era miembro de la Partido de Acción Democrática.
Hadžipašić se doctoró en 1990 en la Universidad de Zenica. Vivió en Zenica, una ciudad conocida por ser el centro de la metalurgia de Yugoslavia. Pocas semanas antes de su muerte, Hadžipašić fue elegido vicerrector de  la Universidad de Zenica.

## Vida personal
Ahmet se casó con Branka Hadžipašić de 1974 hasta su muerte. Juntos tuvieron tres hijas: Emina, Amra y Selma.

## Muerte
Hadžipašić murió de un infarto de miocardio el 23 de julio de 2008 en su casa de Zenica.